# Noah Lyles
Noah Lyles (Gainesville, 18 de juliol de 1997) és un esportista estatunidenc que competeix en atletisme, especialista en les curses de velocitat. Ha participat en 2 Olimpíades, guanyant 3 medalles (1 d'or), en les proves de 100m i 200m. A més, ha guanyat 7 medallles (6 d'or) en els Campionats del Món. Actualment té el rècord nacional dels Estats Units de 200m, amb una marca de 19.31 segons, aconseguit en el Campionat del Món d'Oregon i el rècord nacional del 4x100m relleus, amb un temps de 37.10 segons, obtingut en el Campionat del Món de Doha.

## Marques personals
| Disciplina     | Marca    | Vent   | Seu    | Data                 |
| -------------- | -------- | ------ | ------ | -------------------- |
| 100m llisos    | 9.79     | +1 m/s | París  | 4 d'agost de 2024    |
| 200m llisos    | 19.31 NR |        | Eugene | 21 de juliol de 2022 |
| 4x100m relleus | 37.10 NR |        | Doha   | 5 d'octubre de 2019  |

## Trajectòria internacional
| Jocs Olímpics     | Jocs Olímpics | Jocs Olímpics | Jocs Olímpics | Jocs Olímpics |
| Any               | Lloc          | Medalla       | Prova         | Marca         |
| ----------------- | ------------- | ------------- | ------------- | ------------- |
| 2020              | Tòquio        | 3             | 200 m         | 19.74         |
| 2024              | París         | 1             | 100 m         | 9.79          |
| 2024              | París         | 3             | 200m          | 19.70         |
| 2024              | París         | DQ            | 4x100m        | -             |
| Campionat del món |               |               |               |               |
| Any               | Lloc          | Medalla       | Prova         |               |
| 2019              | Doha          | 1             | 200 m         | 19.83         |
| 2019              | Doha          | 1             | 4 × 100 m     | 37.10         |
| 2022              | Eugene        | 1             | 200 m         | 19.31         |
| 2022              | Eugene        | 2             | 4 × 100 m     | 37.55         |
| 2023              | Budapest      | 1             | 100 m         | 9.83          |
| 2023              | Budapest      | 1             | 200 m         | 19.52         |
| 2023              | Budapest      | 1             | 4 x 100 m     | 37.38         |